# Liam Bekric
Liam Bekric (nascido em 7 de janeiro de 2001) é um nadador paralímpico australiano com deficiência visual. Competiu em quatro provas da natação nos Jogos Paralímpicos de Verão de 2016 no Rio de Janeiro. Ficou na quarta colocação nos 100 metros peito S13. No entanto, não avança para as finais dos 400 metros livre S13, dos 100 metros costas S13 nem dos 200 metros medley individual masculino, na categoria SM13.

## Detalhes
Bekric nasceu no dia 7 de janeiro de 2001, em Adelaide, Austrália Meridional, aos pais Dragan e Tracy, e é irmão de Josh, Riley e Darcy.
Nasceu com retinite pigmentosa, uma doença ocular hereditária e degenerativa  que pode levar à cegueira. O problema foi detectado quando ele tinha apenas seis anos. O tio-avô do Bekric e seu pai, Dragan, têm o mesmo estado.
Estuda na Escola de Ensino Médio Underdale desde 2016.
Foi embaixador da Variety e da Sociedade Real para Cegos. Apesar de praticar a natação, ele gostaria de ser professor.